# Sender Plose
Der Sender Plose bzw. die Sendestation Plose ist ein RAI-RAS-Standort. Die Anlage versorgt den Großraum Brixen. Sie wird von mehreren privaten Hörfunksendern, der RAI, EuroDab Italia, DAB Italia, Vodafone, Windtre und Eolo mitgenutzt. Dieser Sender versorgt gemeinsam mit dem Sender Albeins die Gemeinde Brixen.

## Ausgestrahlte UKW-Radioprogramme
In UKW werden folgende Programme ausgestrahlt:
| Frequenz (MHz) | Programm             | RDS PS            | RDS PI | Regionalisierung    | ERP (kW) | Antennendiagramm rund (ND)/gerichtet (D) | Polarisation horizontal (H)/vertikal (V)/gemischt (M) |
| -------------- | -------------------- | ----------------- | ------ | ------------------- | -------- | ---------------------------------------- | ----------------------------------------------------- |
| 88,5           | NBC Rete Regione     | RETE_NBC/INFO_A22 | 5F42   | −                   | 0,2      | D                                        | V                                                     |
| 89,1           | Radio Italia Anni 60 | R.ITALIA          | 5495   | Trentino Alto Adige | 0,32     | D                                        | V                                                     |
| 89,8           | Radio 2000           | Radio___/2000____ | 5F1F   | –                   | 0,79     | D                                        | H                                                     |
| 90,1           | RAI Radio 1          | *Radio1_          | 5201   | Alto Adige          | 8        | D                                        | M                                                     |
| 93,5           | RAI Radio 2          | *Radio2_          | 5202   | −                   | 8        | D                                        | M                                                     |
| 94,0           | Radio Capital        | CAPITAL_          | 5219   | –                   | 0,1      | D                                        | H                                                     |
| 96,1           | RAI Radio 3          | *Radio3_          | 5203   | –                   | 8        | D                                        | M                                                     |
| 97,3           | Radio Holiday        | Holiday           | 5400   | –                   | 0,4      | D                                        | V                                                     |
| 98,1           | Rai Südtirol         | Rai_Sued          | 5404   | −                   | 8        | D                                        | M                                                     |
| 98,4           | RDS                  | *_RDS_*_          | 5264   | −                   | 0,1      | D                                        | V                                                     |
| 99,8           | RAS Hitradio Ö3      | RAS_OE_3          | A203   | –                   | 2        | D                                        | H                                                     |
| 102,0          | RAS Ö2 Tirol         | RAS_____/ORFTirol | AA0A   | –                   | 2        | D                                        | H                                                     |
| 102,4          | Die Antenne          | DIE_____/ANTENNE_ | 5F0B   | –                   | 1        | D                                        | V                                                     |
| 105,6          | Österreich 1         | RAS_OE_1          | 5305   | –                   | 4        | D                                        | V                                                     |
| 107,0          | Radio Maria Südtirol | R._MARIA          | 5FCD   | –                   | 1        | D                                        | V                                                     |

## Ausgestrahlte DAB/DAB+-Radioprogramme
In DAB/DAB+ werden folgende Programme ausgestrahlt:
| Block              | Programme | ERP (in kW) | Antennen- diagramm rund (ND), gerichtet (D) | Gleichwellennetz (SFN) |
| ------------------ | --- | ----------- | ------------------------------------------- | --- |
| 10B RAS1-DAB       | - Rai Radio 1 TAA - Rai Radio 2 TAA - Rai Radio 3 - Rai Südtirol - Bayern 3 - BR-Klassik - BR24 - Deutschlandfunk Kultur - Die Maus - Radio Swiss Classic - Radio Swiss Pop | 1,6         | V                                           | - Südtirol: Aberstückl, Abtei, Antholz Mittertal, Barbian (Lajen), Brenner, Brixen (Plose), Eggental (Rauth), Enneberg, Franzensfeste (Mittewald), Freienfeld, Graun im Vinschgau, Grödnertal, Grödner Joch (Wolkenstein), Gsies, Hühnerspiel, Kardaun, Kastelruth, Kematen (Pfitscher Tal), Kronplatz, Kurzras, Lüsen (Oberhaus-Hof), Luttach, Mals, Melag (Pratzen), Meran (Mut), Meransen, Moos in Passeier, Mühlwald, Neumarkt (Laag), Obervinschgau, Pens (Hohe Scheibe), Pfelders (Passeiertal), Pfunders, Pragser Tal, Prettau, Proveis, Ratschings, Rein in Taufers, Ritten, Sarnthein, Schlinig, Seis (St. Konstantin), St. Gertraud, St. Leonhard in Passeier, St. Martin im Kofel, St. Pankraz, Sterzing (Rosskopf), Sulden, Toblach (Scheibeneck), Unser Frau in Schnals, Welschellen, Wengen - Trentino: Penegal, Paganella |
| 10C DABMEDIA       | - Radio 2000 - 80 DAB - Radio Gherdëina Dolomites - Radio Edelweiss - Radio Grüne Welle - Radio Sacra Famiglia - Radio Tirol - Südtirol 1 - Radio Dolomiti - ERF Südtirol - StadtRadio Meran - Radio Maria Südtirol - Radio Holiday - Die Antenne - Radio Italia Anni 60                               | 1,6         | V                                           | - Südtirol: Aberstückl, Abtei, Antholz Mittertal, Barbian (Lajen), Brenner, Brixen (Plose), Enneberg, Franzensfeste (Mittewald), Freienfeld, Graun im Vinschgau, Grödnertal, Grödner Joch (Wolkenstein), Gsies, Hühnerspiel, Kardaun, Kastelruth, Kematen (Pfitscher Tal), Kronplatz, Kurzras, Lüsen (Oberhaus-Hof), Luttach, Mals, Melag (Pratzen), Meran (Mut), Meransen, Moos in Passeier, Mühlwald, Neumarkt, Obervinschgau, Pens (Hohe Scheibe), Pfelders (Passeiertal), Pfunders, Pragser Tal, Prettau, Proveis, Ratschings, Rein in Taufers, Ritten, Sarnthein, Schlinig, Seis (St. Konstantin), St. Gertraud, St. Leonhard in Passeier, St. Martin im Kofel, St. Pankraz, Sterzing (Rosskopf), Sulden, Toblach (Scheibeneck), Unser Frau in Schnals, Welschellen, Wengen - Trentino: Penegal, Paganella                          |
| 10D RAS2-DAB       | - Ö1 - ORF Tirol - Ö3 - FM4 - Bayern 1 OBB - Bayern 2 - BR Heimat - Deutschlandfunk Nova - Radio Rumantsch - Rete Due - Radio Swiss Jazz | 1,6         | V                                           | - Südtirol: Aberstückl, Abtei, Antholz Mittertal, Barbian (Lajen), Brenner, Brixen (Plose), Eggental (Rauth), Enneberg, Franzensfeste (Mittewald), Freienfeld, Graun im Vinschgau, Grödnertal, Grödner Joch (Wolkenstein), Gsies, Hühnerspiel, Kardaun, Kastelruth, Kematen (Pfitscher Tal), Kronplatz, Kurzras, Lüsen (Oberhaus-Hof), Luttach, Mals, Melag (Pratzen), Meran (Mut), Meransen, Moos in Passeier, Mühlwald, Neumarkt (Laag), Obervinschgau, Pens (Hohe Scheibe), Pfelders (Passeiertal), Pfunders, Pragser Tal, Prettau, Proveis, Ratschings, Rein in Taufers, Ritten, Sarnthein, Schlinig, Seis (St. Konstantin), St. Gertraud, St. Leonhard in Passeier, St. Martin im Kofel, St. Pankraz, Sterzing (Rosskopf), Sulden, Toblach (Scheibeneck), Unser Frau in Schnals, Welschellen, Wengen - Trentino: Penegal, Paganella |
| 12A EuroDab Italia | - RVaticana Ita + - RTL 102.5 - Radio Italia SMI - Radio Libertà - RadioFreccia - RTL 102.5 news - RTL 102.5 r&j - RTL 102.5 best - RadioZeta - KISSKISS - RTL 102.5 b&s - RadioItaliaTrend - RMC - Virgin Radio - SUBASIO XL - RTL 102.5 napulè - RTL 102.5 doc - inBlu 2000 - 105 - BBC WorldService | 0,63        | V                                           | - Südtirol: Barbian (Lajen), Brixen (Plose), Freienfeld, Kronplatz, Meran (Mut), Toblach (Scheibeneck) - Trentino: Penegal, Riva del Garda (Monte Brione), Rovereto (Monte Finochio), Paganella |
| 12C DAB Italia     | - Radio Radicale - RR News - R101 - Deejay - Capital - Capital Funky - Deejay 30 Songs - M DUE O - M DUE O DANCE - Radio 24 - *RDS* - *RDS* Relax - Radio Maria - RMALB.IA - Radio 24 +1 - SERIE A con RDS - 105 DAB - ACI Radio                                                                       | 1           | V                                           | - Südtirol: Brixen (Plose), Freienfeld, Meran (Mut) - Trentino: Penegal |

## Ausgestrahlte DVB-T2-Fernsehprogramme
In DVB-T2 werden folgende Programme ausgestrahlt:
| Kan | Mux      | Name                          |
| --- | -------- | ----------------------------- |
| 05  | RAI 1 TN | Rai 1                         |
| 05  | RAI 1 TN | Rai 2                         |
| 05  | RAI 1 TN | Rai 3 Südtirol                |
| 05  | RAI 1 TN | Rai 3 TGR Trentino Alto Adige |
| 05  | RAI 1 TN | Rai News 24                   |
| 05  | RAI 1 TN | Rai Radio 1                   |
| 05  | RAI 1 TN | Rai Radio 2                   |
| 05  | RAI 1 TN | Rai Radio 3                   |
| 05  | RAI 1 TN | Rai Südtirol+                 |
| 26  | RAI 3    | Rai YoYo                      |
| 26  | RAI 3    | Rai Gulp                      |
| 26  | RAI 3    | Rai 4                         |
| 26  | RAI 3    | Rai Movie                     |
| 26  | RAI 3    | Rai Premium                   |
| 27  | RAS 3    | ZDF HD                        |
| 27  | RAS 3    | SRF 1 HD                      |
| 27  | RAS 3    | SRF zwei HD                   |
| 30  | RAI 2    | Rai Sport 1                   |
| 30  | RAI 2    | Rai Sport 2                   |
| 30  | RAI 2    | Rai 5                         |
| 30  | RAI 2    | Rai Storia                    |
| 30  | RAI 2    | TV 2000                       |
| 34  | RAS 1    | RAS 3Sat                      |
| 34  | RAS 1    | RAS Das Erste                 |
| 34  | RAS 1    | RAS ZDF                       |
| 34  | RAS 1    | RAS ORF 1                     |
| 34  | RAS 1    | RAS ORF 2                     |
| 34  | RAS 1    | RAS ORF III                   |
| 40  | RAI 4    | Rai 1 HD                      |
| 40  | RAI 4    | Rai Sport 1 HD                |
| 51  | RAS 2    | RAS SRF 1                     |
| 51  | RAS 2    | RAS SRF zwei                  |
| 51  | RAS 2    | RAS BR Fernsehen Süd          |
| 51  | RAS 2    | RAS arte                      |
| 51  | RAS 2    | RAS KiKA                      |
| 51  | RAS 2    | RAS RSI La1                   |
| 59  | RAS 4    | RAS ORF 1 HD                  |
| 59  | RAS 4    | RAS ORF 2 HD                  |
| 59  | RAS 4    | RAS Das Erste HD              |

### Analoges Fernsehen (PAL)
Bis zur Umstellung auf DVB-T 2008/2009 diente der Senderstandort weiterhin für analoges Fernsehen:
| Kanal | Frequenz (MHz) | Programm       | ERP (kW) | Sendediagramm rund (ND)/ gerichtet (D) | Polarisation horizontal (H)/ vertikal (V) |
| ----- | -------------- | -------------- | -------- | -------------------------------------- | ----------------------------------------- |
| F     | 192,25         | Rai 1          | 0,05     | D                                      | H                                         |
| 22    | 479,25         | Das Erste (BR) | 0,05     | D                                      | H                                         |
| 25    | 503,25         | Rai 3          | 0,05     | D                                      | H                                         |
| 31    | 551,25         | Rai 2          | 0,05     | D                                      | H                                         |
| 41    | 631,25         | Rai Südtirol   | 0,05     | D                                      | H                                         |
| 51    | 711,25         | ORF 1          | 0,05     | D                                      | H                                         |
| 55    | 743,25         | ZDF            | 0,05     | D                                      | H                                         |
| 65    | 823,25         | ORF 2 (Tirol)  | 0,05     | D                                      | H                                         |